# Yoshitomi
Yoshitomi (jap. 吉富町 Yoshitomi-machi) – miasto w Japonii, na wyspie Kiusiu, w prefekturze Fukuoka. Według danych na rok 2020 miejscowość zamieszkiwało 6 536 mieszkańców , a gęstość zaludnienia wyniosła 1142,7 os./km².